# Auguste de Saxe-Cobourg-Kohary (1845-1907)
Vous lisez un « bon article » labellisé en 2011.
Pour les articles homonymes, voir Auguste de Saxe-Cobourg-Kohary.
Louis Auguste Marie Eudes de Saxe-Cobourg-Kohary, prince de Saxe-Cobourg, né le 8 août 1845 au château d'Eu (Seine-Inférieure, France) et mort le 14 septembre 1907 à Karlsbad (Bohême, Empire austro-hongrois), est un prince allemand de la Maison de Saxe-Cobourg, militaire austro-hongrois et un amiral de la marine impériale brésilienne.
Après une enfance partagée entre la France, la Belgique, l’Allemagne et l’empire des Habsbourg, le prince Auguste intègre la marine autrichienne à l’âge de seize ans, en 1861. Deux ans plus tard, en 1863, son nom et celui de son frère, Philippe, sont évoqués par les chancelleries des grandes puissances européennes pour servir d’héritiers au prince Ernest II de Saxe-Cobourg et Gotha au cas où celui-ci monterait sur le trône de Grèce. Mais le projet fait long feu et Auguste poursuit sa carrière dans la marine, participant ainsi à la guerre des Duchés en 1864.
Quelques mois après le conflit, la vie d’Auguste prend cependant un tournant bien différent. Sa famille cherche en effet à le marier à l’héritière du trône brésilien et il gagne donc le continent sud-américain pour rencontrer la princesse. Au grand désespoir des Saxe-Cobourg, Auguste épouse toutefois la sœur cadette de la jeune fille, la princesse Léopoldine, le 15 décembre 1864. Il devient alors amiral de la flotte brésilienne et ne tarde pas à participer à la guerre de la Triple Alliance aux côtés de son beau-père, l’empereur Pierre II
. Le territoire brésilien libéré des troupes paraguayennes et son épouse ayant donné le jour à plusieurs enfants, Auguste et sa famille effectuent différents séjours en Europe, où Léopoldine trouve la mort en 1871. Le prince prend alors la décision de s’établir définitivement en Autriche et de confier à sa belle-famille ses deux fils aînés, qui représentent alors l’espoir de la dynastie brésilienne.
Dégagé de la plupart de ses responsabilités, Auguste s'adonne dès lors aux voyages et à la chasse, qui est sa grande passion. Ses dernières années sont assombries par la mort de l'un de ses fils cadets, la chute de la monarchie brésilienne et la folie de son fils aîné, qu'il doit faire interner définitivement en 1891. Auguste meurt peu après sa mère, la princesse Clémentine d'Orléans, en 1907.

## Famille

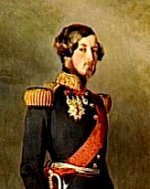
Le prince Auguste de Saxe-Cobourg-Gotha, père d'Auguste.

Auguste de Saxe-Cobourg-Kohary est le deuxième fils du prince Auguste de Saxe-Cobourg-Kohary (1818-1881) et de son épouse la princesse française Clémentine d'Orléans (1817-1907).
Frère aîné du roi Ferdinand Ier de Bulgarie (1861-1948), le prince Auguste est également apparenté, par son père, aux familles royales de Belgique, du Portugal et du Royaume-Uni tandis qu'il descend, par sa mère, du roi des Français Louis-Philippe Ier (1773-1850) et de la reine Marie-Amélie des Deux-Siciles (1782-1866).
Le 15 décembre 1864, il épouse, à Rio de Janeiro, la princesse Léopoldine du Brésil (1847-1871), fille de l’empereur Pierre II du Brésil (1825-1891) et de la princesse Thérèse-Christine des Deux-Siciles (1822-1889).
De ce mariage naissent quatre enfants :
- Pierre de Saxe-Cobourg-Gotha (1866-1934), prince de Saxe-Cobourg, qui meurt célibataire ;
- Auguste de Saxe-Cobourg-Gotha (1867-1922), prince de Saxe-Cobourg, qui épouse, en 1894, l'archiduchesse Caroline d'Autriche-Toscane (1869-1945) ;
- Joseph de Saxe-Cobourg-Gotha (1869-1888), prince de Saxe-Cobourg, qui meurt célibataire ;
- Louis de Saxe-Cobourg-Gotha (1870-1942), prince de Saxe-Cobourg, qui épouse, en 1900, la princesse Mathilde de Bavière (1877-1906) avant de se remarier, en 1907, à la comtesse Anne de Trauttmansdorff-Weinsberg (1873-1948).

## Jeunesse

### Enfance

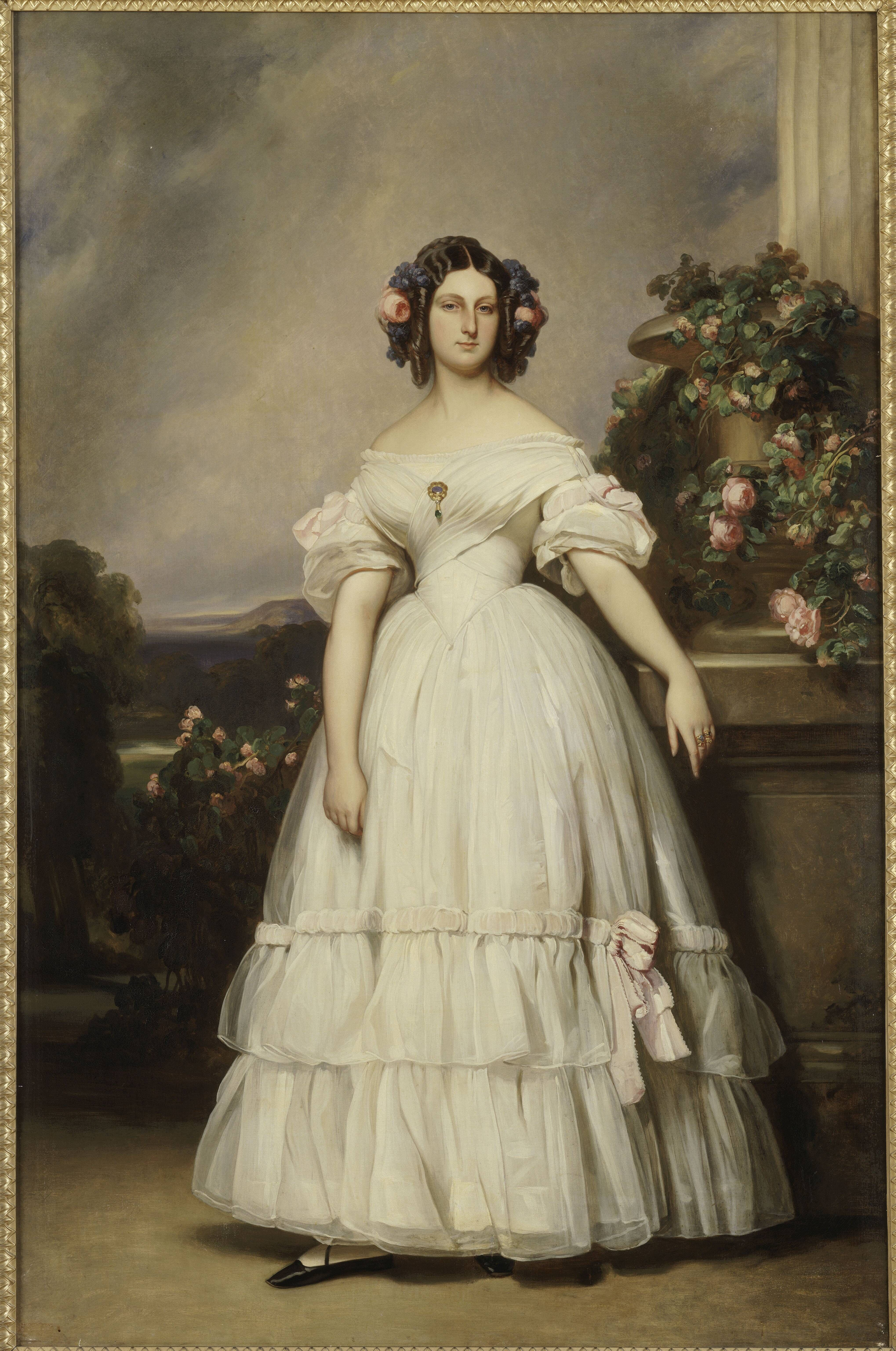
Portrait de la princesse Clémentine, mère d'Auguste de Saxe-Cobourg, par Winterhalter.

Le prince Auguste voit le jour en France, au château d'Eu, où sa mère, la princesse Clémentine d'Orléans, a choisi d’accoucher de ses enfants,. Il reçoit pour parrains son oncle maternel, le duc de Nemours, et sa grand-tante paternelle, la duchesse de Saxe-Cobourg-Gotha.
Très jeune, l’enfant parcourt l’Europe avec sa famille et passe son temps entre le royaume de son grand-père, le roi des Français Louis-Philippe Ier, celui de Belgique, le duché de Saxe-Cobourg-Gotha et les terres de sa famille paternelle, en Autriche-Hongrie. Pendant l’un de ses voyages en France, le jeune prince assiste d’ailleurs à la Révolution de 1848 qui met un terme à la monarchie et oblige les Orléans à fuir au Royaume-Uni.
Contrairement à la coutume de l’époque, Philippe est élevé directement par ses parents et la princesse Clémentine est, pour lui et ses frères et sœurs, une mère attentionnée. Quant au prince Auguste de Saxe-Cobourg-Kohary, il s’occupe lui aussi de sa progéniture. Il initie ainsi Auguste à la chasse, qui devient l’une des grandes passions du prince, une fois devenu adulte.

### Études et formation militaire
L’éducation que reçoit Auguste lui est donnée par des précepteurs mais ses progrès sont toutefois contrôlés par les professeurs de l’école de Schatten, à Vienne. Amoureux de la mer et des bateaux, Auguste souhaite très jeune embrasser une carrière dans la marine. Dès l’âge de quinze ans, ses parents lui font donc donner des cours préparatoires afin qu'il puisse intégrer l’école de marine autrichienne l'année de ses seize ans.
Avant d’intégrer la marine, Auguste part toutefois effectuer un voyage dans les Alpes autrichiennes avec son frère aîné Philippe et leur précepteur, M. Seitz. Puis, en octobre 1861, l’adolescent passe son examen d’entrée à l’école navale et est nommé élève de première classe. Il part alors pour Trieste où il doit suivre trois mois de cours de nautique avant de pouvoir embarquer sur un navire.

### Héritier du trône de Grèce?

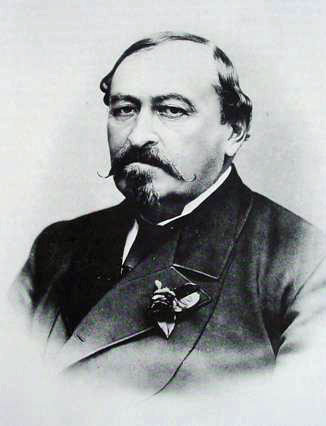
Le duc Ernest II de Saxe-Cobourg-Gotha.

En 1863, Auguste se trouve à bord de la frégate Novara lorsque son nom et celui de son frère aîné sont évoqués par les grandes puissances européenne dans l’affaire de l’élection au trône de Grèce. Le duc Ernest II de Saxe-Cobourg et Gotha, sans enfant, est en effet proposé pour ceindre la couronne trône hellénique, à la place du roi Othon Ier ; on envisage de faire d’Auguste ou de Philippe son héritier à Athènes.
Cependant, le souverain saxon met de nombreuses conditions à son acceptation de la couronne et le refus des grandes puissances d'accéder à ses exigences le contraint bientôt à renoncer à devenir roi. De toute façon, pour les parents d'Auguste et de Philippe, la combinaison envisagée par les chancelleries européennes n'est pas acceptable : les Saxe-Cobourg-Kohary sont catholiques et il n’est pas imaginable pour eux qu’un de leurs membres se convertisse à l’orthodoxie pour monter sur un trône étranger. C’est donc finalement le prince Guillaume de Danemark qui est élu à la tête du royaume de Grèce en juin 1863.

### Officier de la marine autrichienne
En février 1864, Auguste passe avec succès son examen d’officier de marine et obtient le grade de sous-lieutenant. Il embarque alors à bord de l’Elisabeth et participe, peu de temps après, à la guerre des Duchés, qui oppose Vienne et Berlin à Copenhague à propos de la possession du Schleswig et du Holstein. De cette expérience bienheureuse, le prince ramène plusieurs décorations décernées par les gouvernements autrichien et prussien.

## Prince du Brésil

### Mariage

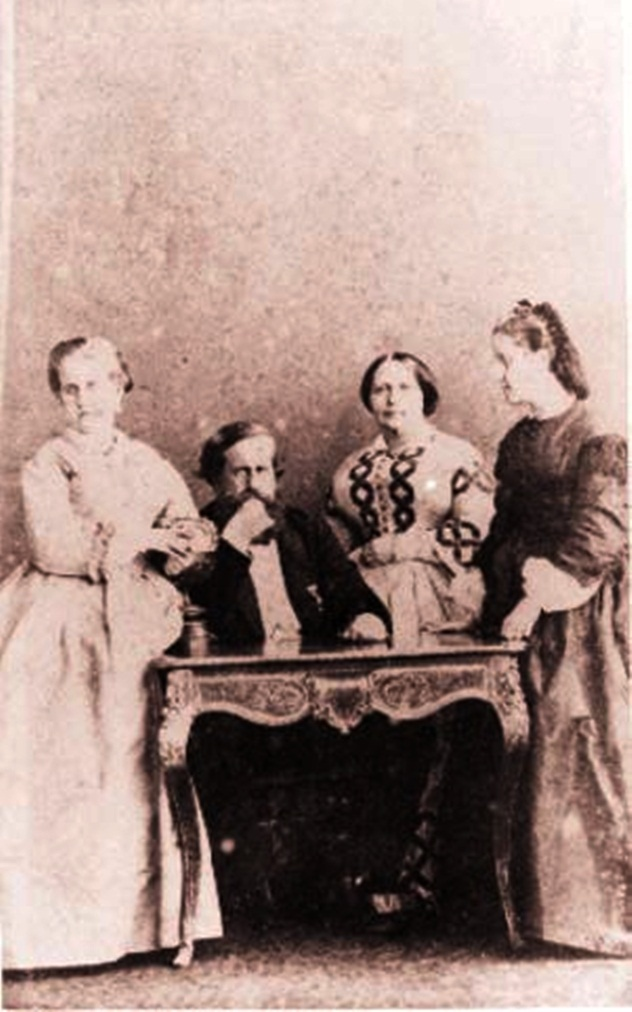
La famille impériale du Brésil. De gauche à droite apparaissent la princesse Léopoldine, l'empereur Pierre II, l'impératrice Thérèse Christine et la princesse Isabelle.

Au début des années 1860, l’empereur Pierre II du Brésil, qui n’a pas d’héritier mâle, cherche à marier ses filles, les princesses Isabelle et Léopoldine, afin d’assurer sa succession. Tournant son regard vers les cours européennes, il demande à sa sœur, la princesse de Joinville, et à l'époux de celle-ci de lui conseiller deux jeunes princes qui pourraient épouser ses filles. Parmi tous les noms qui lui sont proposés, l’empereur choisit d’abord son neveu, le duc de Penthièvre, ainsi que le comte Philippe de Flandre. Mais les deux jeunes gens refusent la proposition qui leur est faite et Pierre II se tourne finalement vers le prince Auguste de Saxe-Cobourg-Kohary et son cousin doublement germain, Gaston d’Orléans, comte d'Eu,.
Contrairement à leurs cousins, Auguste et Gaston acceptent le projet matrimonial. D’ailleurs, les Saxe-Cobourg sont ravis et ils imaginent déjà leur rejeton épousant l’aînée des filles du souverain et montant ainsi sur le trône brésilien. Cependant, Pierre II se montre catégorique et déclare qu'il refuse de marier ses enfants sans leur demander leur avis. Il impose donc comme condition à toute union que les princes se rendent d'abord au Brésil pour y rencontrer la famille impériale,. Après bien des tergiversations, les deux cousins embarquent donc à Lisbonne pour le continent sud-américain en août 1864 et arrivent à Rio de Janeiro le 2 septembre. Le jour même, ils font la connaissance de la famille impériale au palais de Saint-Christophe et s’entretiennent avec les deux princesses. De nouvelles rencontres sont organisées les jours suivants et Pierre II fait finalement savoir aux princes que sa fille aînée préfèrerait épouser Gaston tandis que la cadette souhaiterait se marier à Auguste,,.

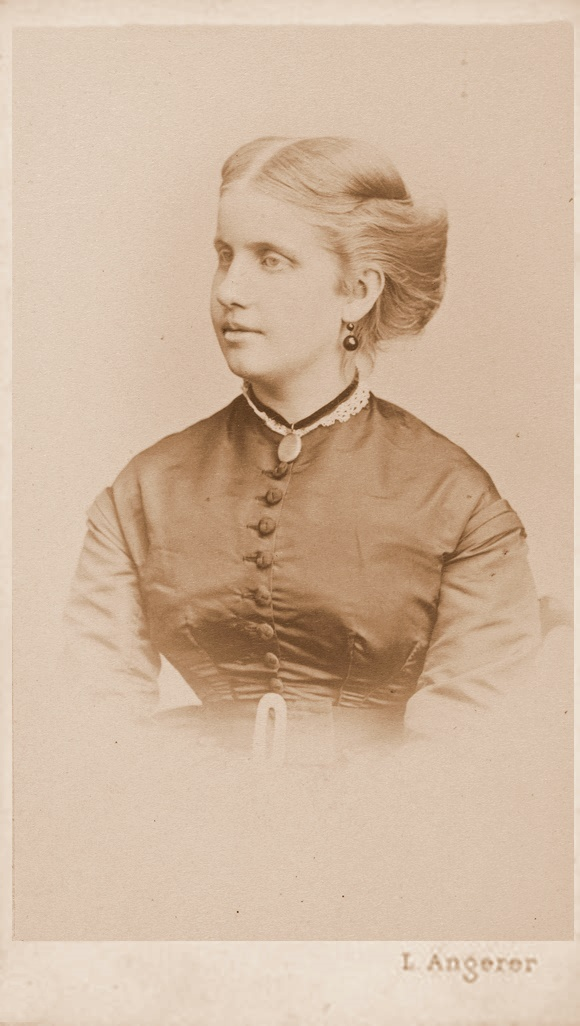
Auguste épouse la princesse Léopoldine du Brésil.

En Europe, les Saxe-Cobourg sont bien déçus par la nouvelle mais Auguste se montre quant à lui soulagé. Jeune homme à la fois peu ambitieux et ami des plaisirs, il ne cache pas sa joie à la perspective de pouvoir rentrer sur le vieux continent et d'échapper au rôle ingrat de prince consort. Le 18 septembre, il se fiance donc à la princesse Léopoldine tandis que le comte d'Eu fait de même avec la princesse Isabelle. Puis, le 15 octobre 1864, Gaston et Isabelle se marient et, le 15 décembre suivant, Auguste et Léopoldine font de même,.
L'union d'Auguste et de Léopoldine est suivie, le 18 février 1865, de la signature d'un contrat qui établit que les deux jeunes époux doivent résider une partie de l'année au Brésil et que, si Léopoldine tombe enceinte avant sa sœur, ses enfants doivent voir le jour sur le territoire brésilien. En contrepartie, le couple doit recevoir une dotation du gouvernement impérial lorsqu'il se trouve au Brésil. Le reste du temps, les Saxe-Cobourg-Kohary s'engagent à ajouter au capital d'un million de franc que reçoit déjà Auguste une confortable rente mensuelle destinée à l'entretien du couple.

### Dans l’armée brésilienne

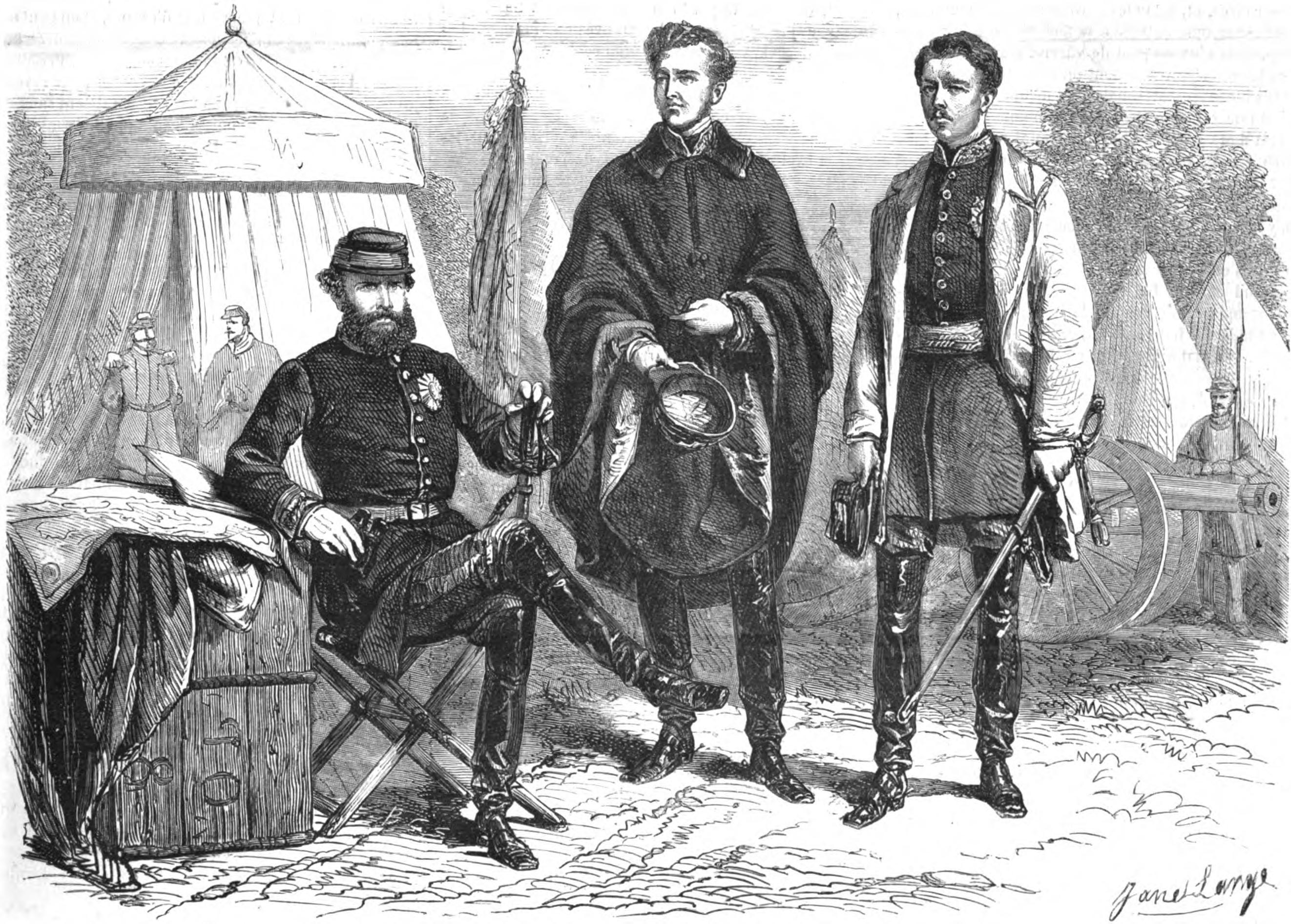
Guerre contre le Paraguay : L'Empereur du Brésil et ses deux gendres, le duc de Saxe-Cobourg et le comte D'Eu, au camp d'Alegrete (L'illustration journal universel, vol. XLVL, no 1.186, 1865).

Après son mariage, Auguste reçoit le titre d’amiral de la flotte brésilienne, avec grade effectif tant qu’il réside dans le pays de son épouse,. Il est également fait Grand-croix de tous les ordres impériaux brésiliens.
En mai 1865, éclate la Guerre de la Triple Alliance qui oppose le Brésil et ses alliés argentin et uruguayen au Paraguay. Désireux de participer à la défense de sa nouvelle patrie, le prince Auguste s’engage dans le conflit aux côtés de son beau-père et de son beau-frère (qui les rejoint immédiatement après son retour d'Europe). Durant la campagne militaire, Auguste passe ainsi 500 heures à cheval, la plupart du temps au galop, et l’empereur se déclare satisfait de son comportement. Malgré tout, le prince est davantage un homme de plaisirs que de travail et le monarque ne tarde pas à se rendre compte que, derrière le caractère charmant de son gendre, se cache aussi une bonne dose d'inconsistance,.
Peu après avoir obligé les forces paraguayennes présentes dans la ville d’Uruguaiana à se rendre, le 18 septembre 1865, Pierre II, Auguste et le comte d'Eu quittent le théâtre des opérations pour rentrer à Rio de Janeiro. De fait, après cette date, le territoire brésilien est entièrement libéré et les troupes du dictateur Francisco Solano López ne sont plus en mesure de menacer l’intégrité territoriale du pays.

### Entre le Brésil et l’Europe

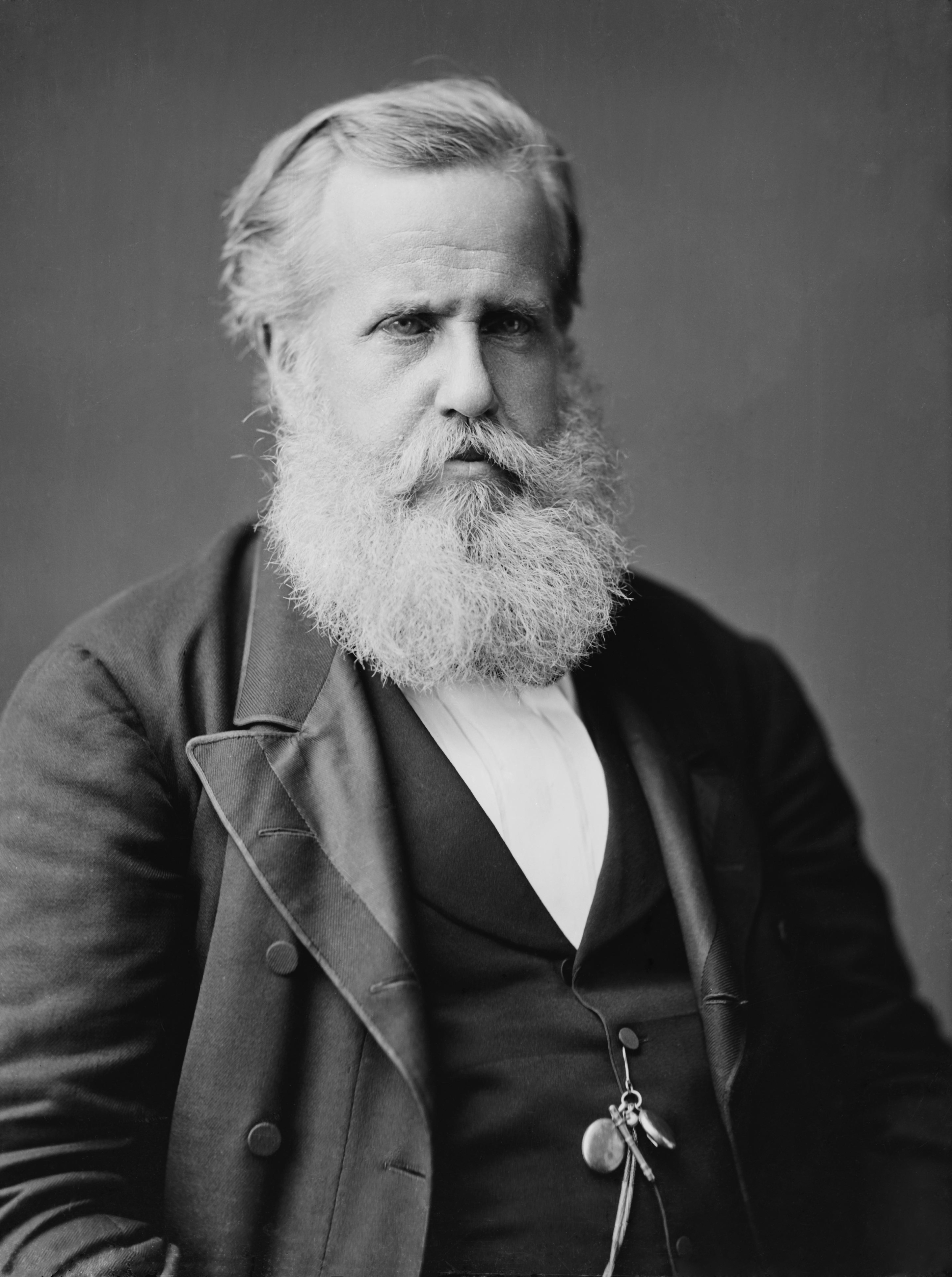
L'empereur Pierre II du Brésil en 1876.

De retour du front, Auguste s’installe avec sa femme à Rio de Janeiro. À cette époque, les relations du couple avec la princesse Isabelle et son époux, le comte d'Eu, sont cordiales sans être jamais vraiment proches. Les choses sont plus compliquées avec l'empereur, qui craint les ambitions de la Maison de Saxe-Cobourg et qui trouve son gendre trop creux,. Ce sentiment semble d’ailleurs partagé par un assez grand nombre de Brésiliens. L’homme politique et écrivain Alfredo d'Escragnolle Taunay décrit ainsi Auguste comme un homme indifférent vis-à-vis de son pays d’adoption et uniquement intéressé par la chasse et les plaisirs de l’Europe.
Le 19 mars 1866, la princesse Léopoldine donne naissance à son premier enfant : un garçon prénommé Pierre en l’honneur de son grand-père maternel. Quelques semaines plus tard, le 9 mai, Auguste, sa femme et leur fils prennent le bateau pour revenir sur le vieux continent. La famille visite alors le Royaume-Uni, la Belgique, l'Allemagne puis l’Autriche, où Auguste retrouve avec joie sa parentèle.
Cependant, le retour du prince à Vienne coïncide avec le déclenchement de la Guerre austro-prussienne, qui aboutit à l’écrasement de l’empire des Habsbourg à Sadowa. Pour échapper au conflit et aux éventuels troubles révolutionnaires qu’il pourrait amener, Auguste et sa famille se rendent donc en Hongrie, où les Saxe-Cobourg-Kohary possèdent d’importants domaines.
Une fois la paix revenue, Auguste, qui est ravi d’avoir retrouvé ses parents, fait connaître son désir de s’installer définitivement en Autriche. La nouvelle grossesse de sa femme l'oblige toutefois à regagner le Brésil en juillet 1867.

### Fondateur d’une nouvelle dynastie?
Le 6 décembre 1867, la princesse Léopoldine donne naissance à son deuxième enfant : un garçon prénommé Auguste, comme son père et son grand-père paternel. Deux ans plus tard, le 21 mai 1869, un autre garçon voit le jour au sein du couple : il est appelé Joseph. Or, l'héritière du trône brésilien, la princesse Isabelle, n'a toujours pas de descendance de son mariage avec Gaston d'Orléans et la progéniture des Saxe-Cobourg-Kohary tient donc une bonne place dans l'ordre de succession au trône impérial.

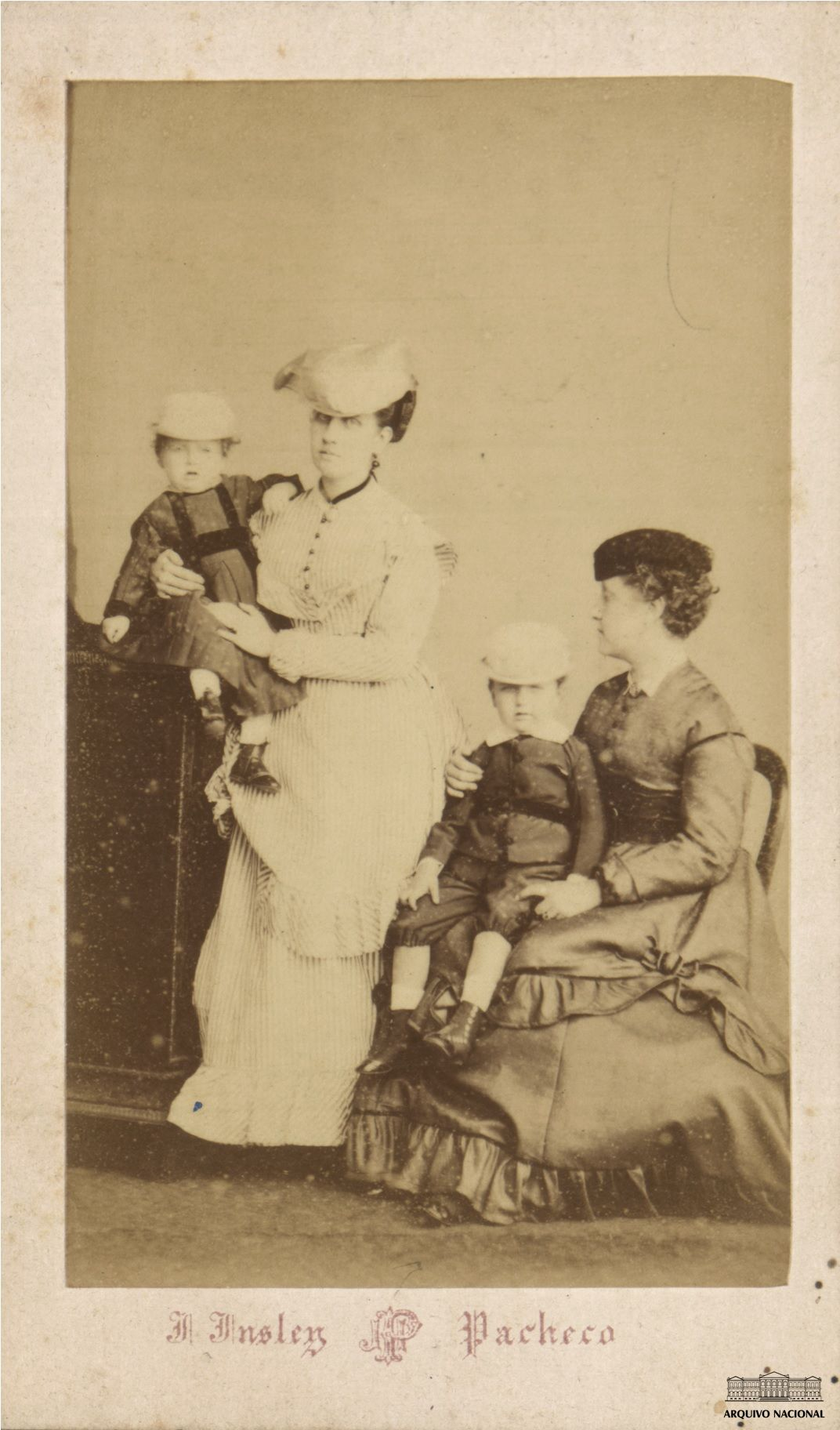
Les princesses Isabelle (à gauche) et Léopoldine du Brésil (à droite) tenant respectivement les princes Pierre et Auguste de Saxe-Cobourg (1866).

Fin 1869, Auguste et sa famille reviennent en Europe et, lorsqu'ils apprennent que Léopoldine est à nouveau enceinte, début 1870, ils décident de ne pas rentrer au Brésil. Le 15 septembre, le quatrième fils d'Auguste, qui est prénommé Louis, voit donc le jour au château d'Ebenthal, en Autriche. Cependant, la naissance de l'enfant est loin d'être aussi joyeuse que celle de ses frères aînés. Léopoldine contracte en effet la typhoïde quelques semaines après son accouchement et trouve la mort le 7 février 1871.
Devenu veuf, le prince Auguste décide plus que jamais de s'installer en Autriche. Il ne rompt cependant pas tous ses liens avec le pays de son épouse : il conserve en effet la présidence du Conseil suprême de la flotte brésilienne et est également le président honoraire de l'Institut historique et géographique brésilien. Jusqu'à la chute de la monarchie en 1889, le prince passe en outre plusieurs longs séjours dans l'empire de son beau-père,.
De son côté, l'empereur Pierre II accepte la décision de son gendre mais demande à celui-ci de lui confier ses enfants afin de les élever dans le pays où ils doivent un jour régner. Un conseil de famille est donc réuni, qui décide que les deux fils aînés d'Auguste doivent se rendre au Brésil pour y rejoindre la famille impériale tandis que les deux cadets peuvent rester avec lui et sa famille. Afin de ne pas rendre la séparation trop difficile, Auguste accompagne ses deux aînés au Brésil en mars 1872 et les confie aux soins de leurs grands-parents.

### Veuf

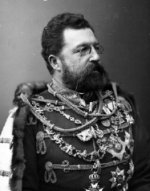
Le prince Philippe de Saxe-Cobourg-Kohary, frère aîné d'Auguste.

De retour en Autriche, Auguste s'installe auprès de ses parents et sa mère, la princesse Clémentine d'Orléans, remplace Léopoldine dans l'éducation de ses fils cadets. Délivré de la plupart de ses fonctions officielles, le prince se livre à la chasse avec passion. Il détient d'ailleurs encore aujourd'hui le record mondial de chasse au chamois, avec 3 412 bêtes tuées à son actif. Auguste se rend par ailleurs régulièrement à Paris, où il passe de longs séjours aux côtés de ravissantes jeunes femmes.
Le prince Auguste voyage également beaucoup à travers le monde. En juillet 1872, il entreprend, avec son frère Philippe, un tour du monde de neuf mois qui le mène notamment en Inde et dans les îles Hawaii. En 1876, il part chasser aux États-Unis et y retrouve ses beaux-parents, l'empereur Pierre II et l'impératrice Thérèse-Christine. En 1879, il retourne au Brésil avec son frère Ferdinand et, en 1882, il se rend en Afrique pour une nouvelle expédition de chasse.
Le prince effectue par ailleurs quelques missions au service de son beau-père. En 1873, il préside ainsi la section brésilienne de l'Exposition universelle qui se déroule à Vienne,.

## Après l’Empire

### Le coup d’État républicain brésilien et ses conséquences

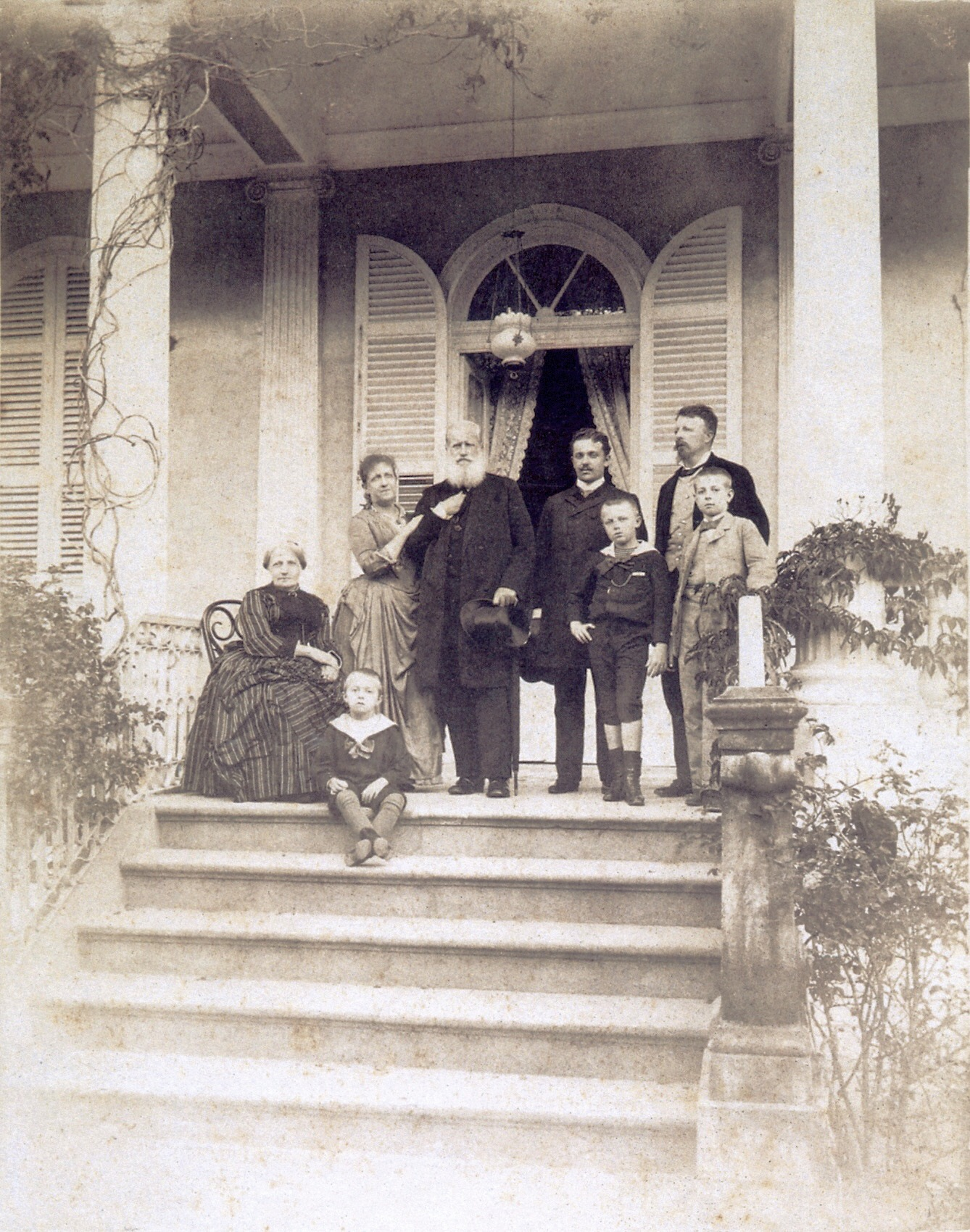
Sur ce qui est considéré comme la dernière photo de la famille impériale au Brésil, apparaissent, de gauche à droite, l’impératrice Thérèse-Christine, le prince Antoine d’Orléans-Bragance, la princesse impériale Isabelle, l’empereur Pierre II (empereur du Brésil)
, le prince Pierre de Saxe-Cobourg, le prince Pierre d'Orléans-Bragance, le comte d’Eu et le prince Louis d'Orléans-Bragance. Photo d'Otto Hees, 1888.

En août 1888, le prince Joseph, troisième fils d’Auguste, meurt à l'âge de dix-neuf ans d'une grave inflammation des poumons. Auguste est abattu et sa mère fait de nombreux efforts pour le réconforter. Ce n'est pourtant pas le seul malheur qui touche les enfants du prince à cette époque.
Depuis 1875, Pierre et Auguste, ses deux aînés, ne sont plus les héritiers du trône impérial brésilien. Après plusieurs années de stérilité apparente, la princesse impériale Isabelle a en effet donné le jour à plusieurs garçons, qui sont les premiers représentants de la dynastie des Orléans-Bragance. Malgré tout, les deux aînés d'Auguste sont restés vivre avec leurs grands-parents au Brésil : comme son père, le deuxième fils du prince a intégré la marine brésilienne tandis que le premier a été inscrit à l'École polytechnique de Rio de Janeiro.
Mais, le 15 novembre 1889, un coup d'État militaire renverse l'empereur Pierre II et oblige la famille impériale à prendre le chemin de l'exil. Pendant la traversée de l'Atlantique, le prince Pierre, qui a été très affecté par les événements, est pris d'un délire de persécution, qui oblige sa famille à l'isoler dans sa cabine : c'est le premier signe d'une folie qui ne va cesser de croître au fil des mois. De son côté, le prince Auguste fils, qui se trouvait en mer à bord d'un navire brésilien lorsque le coup d'État est survenu, est abandonné par ses coéquipiers à Colombo, à Ceylan, et met plusieurs semaines à rejoindre l'Europe.
Peu après son arrivée au Portugal, la famille impériale est frappée par un nouveau drame : l'impératrice Thérèse-Christine s'éteint en effet le 28 décembre à Porto. Une fois ses funérailles célébrées, la famille gagne Cannes, en France, où le prince Auguste ne tarde pas à retrouver ses deux fils.

### La folie du prince Pierre

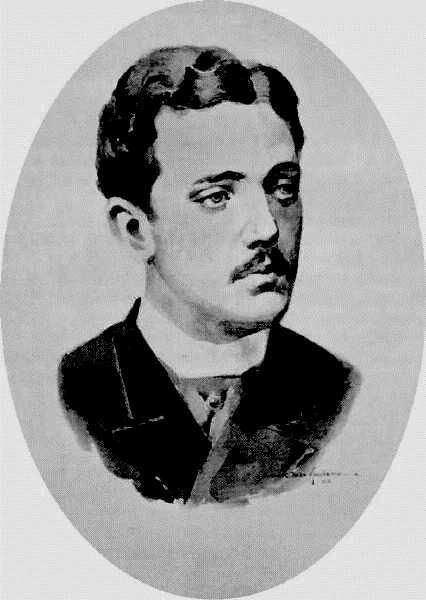
Le prince Pierre de Saxe-Cobourg-Gotha, fils aîné d'Auguste, devient fou.

En janvier 1891, Auguste de Saxe-Cobourg-Kohary obtient l'autorisation de l'empereur François-Joseph Ier d'inscrire son deuxième fils dans la marine austro-hongroise. Le sort du cadet étant réglé, le prince envoie son aîné effectuer un voyage en Europe dans le but de lui faire oublier les événements brésiliens. Cependant, Pierre reste très préoccupé par la situation politique de son pays.
Le 5 décembre 1891, l'empereur Pierre II s'éteint à Paris. Pour l'aîné de ses petits-enfants, la nouvelle est terrible : déjà désorienté par la chute de l'empire du Brésil, il sombre dans la dépression et tente de se défenestrer. Face à cette situation, le prince Auguste doit se résoudre à faire interner son enfant, qui est conduit à l'hôpital pour aliénés de Tulln an der Donau, à 40 km de Vienne : il y reste jusqu'à sa mort en 1934.

### Dernières années
Après la chute de l'empire du Brésil, le prince Auguste est réintégré dans la marine austro-hongroise. Il partage cependant l'essentiel de son existence entre sa propriété de Schladming, dans les Alpes autrichiennes, et Paris, où il tente d'oublier son statut de veuf. Durant son temps libre, il continue à se livrer à la chasse et collectionne également les horloges,. Le prince se livre par ailleurs à différents voyages, notamment en Bulgarie, où son frère cadet, le prince Ferdinand, a été élu prince souverain en 1887.

### Mort et funérailles

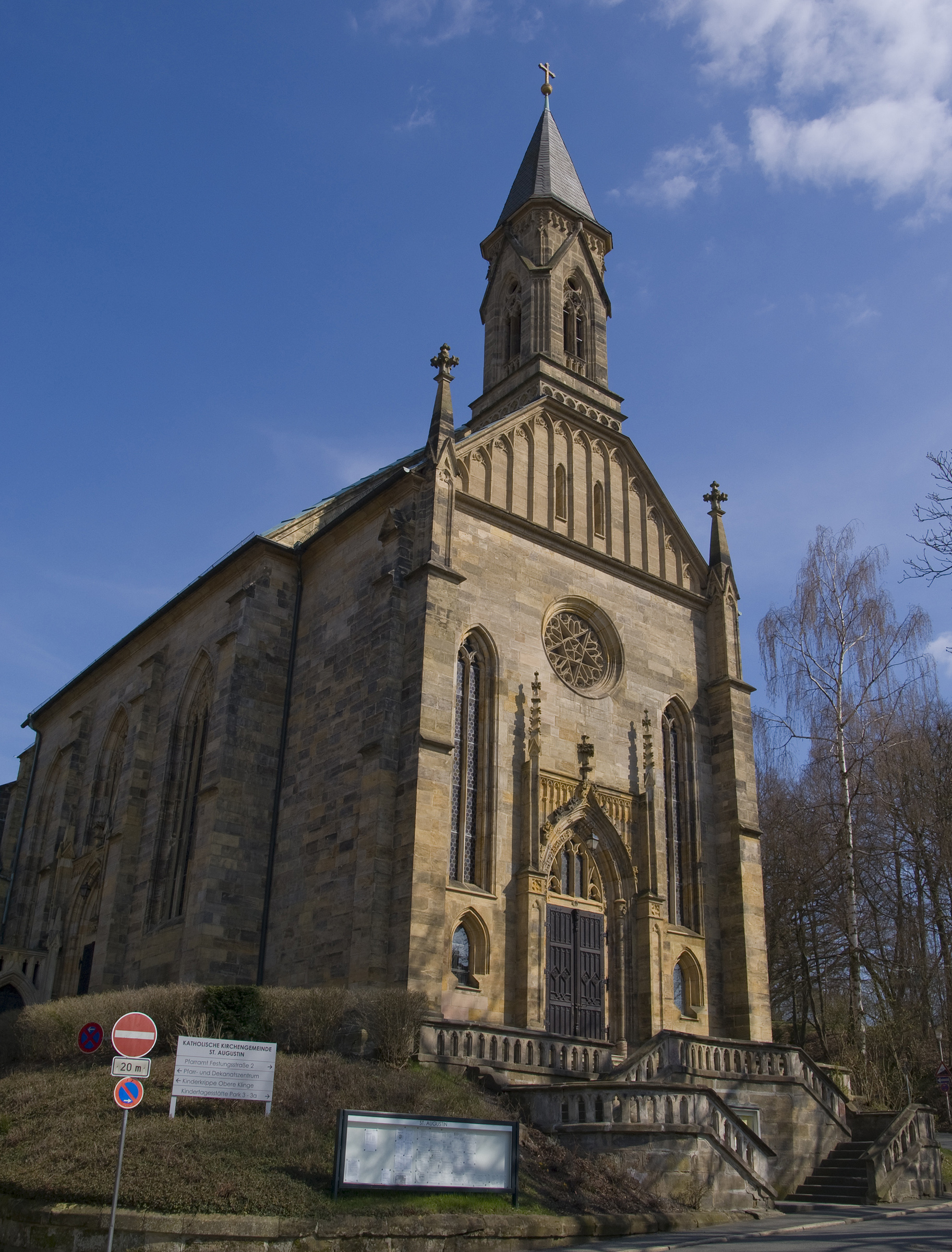
L'église Saint-Augustin de Cobourg, où est inhumé le prince Auguste de Saxe-Cobourg en 1907.

Le 16 février 1907, la princesse Clémentine d'Orléans, mère d'Auguste, s'éteint à Vienne, à l'âge de quatre-vingt-neuf ans. Très affecté par la perte de sa mère, le prince ne lui survit que quelques mois et trouve la mort le 14 septembre suivant, à Karlsbad, où il venait de subir, huit jours auparavant, une appendicectomie. Conformément à ses dernières volontés, le cœur du prince est embaumé et conservé dans une urne en or du Minas Gerais. Quant à son corps, il est revêtu de la tenue d’amiral de la marine brésilienne et enterré, le 24 septembre aux côtés de celui de son épouse et en présence de nombreux membres de sa famille, tels le duc souverain Charles-Édouard et la duchesse Victoria-Adelaïde de Saxe-Cobourg et Gotha ou le prince Philippe de Saxe-Cobourg-Gotha. Le prince Léopold de Bavière, le prince Auguste Léopold et la princesse Caroline, ainsi que le prince Louis de Saxe-Cobourg et Gotha, le futur roi Louis III de Bavière, le comte et la comtesse d'Eu, le duc Ernest-Gonthier et la duchesse Dorothée de Schleswig-Holstein ainsi que d'autres princes, sont également présents dans la crypte de l’église Saint-Augustin de Cobourg, mais pas le fils aîné du défunt, Pierre, toujours interné dans une clinique psychiatrique,.

## Arbres généalogiques

### Liens unissant Bragance et Saxe-Cobourg-Kohary
|                                                                           |                                                                           |                                                                           |                                                                           |                                                                           |                                                                           |                                                             |                                                             |                                                             |                                                             |                                                             |                                                             |                                                         |                                                         | Pierre Ier, Empereur du Brésil ∞ Marie-Léopoldine, Adsse d'Autriche | Pierre Ier, Empereur du Brésil ∞ Marie-Léopoldine, Adsse d'Autriche | Pierre Ier, Empereur du Brésil ∞ Marie-Léopoldine, Adsse d'Autriche | Pierre Ier, Empereur du Brésil ∞ Marie-Léopoldine, Adsse d'Autriche | Pierre Ier, Empereur du Brésil ∞ Marie-Léopoldine, Adsse d'Autriche | Pierre Ier, Empereur du Brésil ∞ Marie-Léopoldine, Adsse d'Autriche |                                                            |                                                            |                                                            |                                                            |                                                                            |                                                                            |                                                                            |                                                                            |                                                                            |                                                                            |                                                           |                                                           |                                                           |                                                           |  |  |                                                             |                                                             |                                                             |                                                             |                                                             |                                                             |  |  |                                                           |                                                           | Ferdinand, Duc en Saxe ∞ Antoinette, Pcesse Koháry de Csábrág et Szitnya | Ferdinand, Duc en Saxe ∞ Antoinette, Pcesse Koháry de Csábrág et Szitnya | Ferdinand, Duc en Saxe ∞ Antoinette, Pcesse Koháry de Csábrág et Szitnya | Ferdinand, Duc en Saxe ∞ Antoinette, Pcesse Koháry de Csábrág et Szitnya | Ferdinand, Duc en Saxe ∞ Antoinette, Pcesse Koháry de Csábrág et Szitnya | Ferdinand, Duc en Saxe ∞ Antoinette, Pcesse Koháry de Csábrág et Szitnya |  |  |  |  |                                                                           |                                                                           |                                                                           |                                                                           |                                                                           |                                                                           |                                                             |                                                             |                                                         |                                                         |                                                         |                                                         |                                                         |                                                         |  |  |  |  |  |  |  |  |  |  |  |  |  |  |  |  |  |  |  |  |  |  |  |  |  |  |  |  |  |  |  |  |  |  |  |  |  |  |  |  |  |  |  |  |  |  |
|                                                                           |                                                                           |                                                                           |                                                                           |                                                                           |                                                                           |                                                             |                                                             |                                                             |                                                             |                                                             |                                                             |                                                         |                                                         | Pierre Ier, Empereur du Brésil ∞ Marie-Léopoldine, Adsse d'Autriche | Pierre Ier, Empereur du Brésil ∞ Marie-Léopoldine, Adsse d'Autriche | Pierre Ier, Empereur du Brésil ∞ Marie-Léopoldine, Adsse d'Autriche | Pierre Ier, Empereur du Brésil ∞ Marie-Léopoldine, Adsse d'Autriche | Pierre Ier, Empereur du Brésil ∞ Marie-Léopoldine, Adsse d'Autriche | Pierre Ier, Empereur du Brésil ∞ Marie-Léopoldine, Adsse d'Autriche |                                                            |                                                            |                                                            |                                                            |                                                                            |                                                                            |                                                                            |                                                                            |                                                                            |                                                                            |                                                           |                                                           |                                                           |                                                           |  |  |                                                             |                                                             |                                                             |                                                             |                                                             |                                                             |  |  |                                                           |                                                           | Ferdinand, Duc en Saxe ∞ Antoinette, Pcesse Koháry de Csábrág et Szitnya | Ferdinand, Duc en Saxe ∞ Antoinette, Pcesse Koháry de Csábrág et Szitnya | Ferdinand, Duc en Saxe ∞ Antoinette, Pcesse Koháry de Csábrág et Szitnya | Ferdinand, Duc en Saxe ∞ Antoinette, Pcesse Koháry de Csábrág et Szitnya | Ferdinand, Duc en Saxe ∞ Antoinette, Pcesse Koháry de Csábrág et Szitnya | Ferdinand, Duc en Saxe ∞ Antoinette, Pcesse Koháry de Csábrág et Szitnya |  |  |  |  |                                                                           |                                                                           |                                                                           |                                                                           |                                                                           |                                                                           |                                                             |                                                             |                                                         |                                                         |                                                         |                                                         |                                                         |                                                         |  |  |  |  |  |  |  |  |  |  |  |  |  |  |  |  |  |  |  |  |  |  |  |  |  |  |  |  |  |  |  |  |  |  |  |  |  |  |  |  |  |  |  |  |  |  |
|                                                                           |                                                                           |                                                                           |                                                                           |                                                                           |                                                                           |                                                             |                                                             |                                                             |                                                             |                                                             |                                                             |                                                         |                                                         |                                                                     |                                                                     |                                                                     |                                                                     |                                                                     |                                                                     |                                                            |                                                            |                                                            |                                                            |                                                                            |                                                                            |                                                                            |                                                                            |                                                                            |                                                                            |                                                           |                                                           |                                                           |                                                           |  |  |                                                             |                                                             |                                                             |                                                             |                                                             |                                                             |  |  |                                                           |                                                           |                                                                          |                                                                          |                                                                          |                                                                          |                                                                          |                                                                          |  |  |  |  |                                                                           |                                                                           |                                                                           |                                                                           |                                                                           |                                                                           |                                                             |                                                             |                                                         |                                                         |                                                         |                                                         |                                                         |                                                         |  |  |  |  |  |  |  |  |  |  |  |  |  |  |  |  |  |  |  |  |  |  |  |  |  |  |  |  |  |  |  |  |  |  |  |  |  |  |  |  |  |  |  |  |  |  |
|                                                                           |                                                                           |                                                                           |                                                                           |                                                                           |                                                                           | Marie II, Reine de Portugal ∞ Ferdinand II, Roi de Portugal | Marie II, Reine de Portugal ∞ Ferdinand II, Roi de Portugal | Marie II, Reine de Portugal ∞ Ferdinand II, Roi de Portugal | Marie II, Reine de Portugal ∞ Ferdinand II, Roi de Portugal | Marie II, Reine de Portugal ∞ Ferdinand II, Roi de Portugal | Marie II, Reine de Portugal ∞ Ferdinand II, Roi de Portugal |                                                         |                                                         |                                                                     |                                                                     |                                                                     |                                                                     |                                                                     |                                                                     |                                                            |                                                            |                                                            |                                                            | Pierre II, Empereur du Brésil ∞ Thérèse-Christine, Pcesse des Deux-Siciles | Pierre II, Empereur du Brésil ∞ Thérèse-Christine, Pcesse des Deux-Siciles | Pierre II, Empereur du Brésil ∞ Thérèse-Christine, Pcesse des Deux-Siciles | Pierre II, Empereur du Brésil ∞ Thérèse-Christine, Pcesse des Deux-Siciles | Pierre II, Empereur du Brésil ∞ Thérèse-Christine, Pcesse des Deux-Siciles | Pierre II, Empereur du Brésil ∞ Thérèse-Christine, Pcesse des Deux-Siciles |                                                           |                                                           |                                                           |                                                           |  |  | Auguste, Pce de Saxe-Cobourg ∞ Clémentine, Pcesse d'Orléans | Auguste, Pce de Saxe-Cobourg ∞ Clémentine, Pcesse d'Orléans | Auguste, Pce de Saxe-Cobourg ∞ Clémentine, Pcesse d'Orléans | Auguste, Pce de Saxe-Cobourg ∞ Clémentine, Pcesse d'Orléans | Auguste, Pce de Saxe-Cobourg ∞ Clémentine, Pcesse d'Orléans | Auguste, Pce de Saxe-Cobourg ∞ Clémentine, Pcesse d'Orléans |  |  |                                                           |                                                           | Victoire, Dsse en Saxe ∞ Louis, Duc de Nemours                           | Victoire, Dsse en Saxe ∞ Louis, Duc de Nemours                           | Victoire, Dsse en Saxe ∞ Louis, Duc de Nemours                           | Victoire, Dsse en Saxe ∞ Louis, Duc de Nemours                           | Victoire, Dsse en Saxe ∞ Louis, Duc de Nemours                           | Victoire, Dsse en Saxe ∞ Louis, Duc de Nemours                           |  |  |  |  |                                                                           |                                                                           | Ferdinand II, Roi de Portugal ∞ Marie II, Reine de Portugal               | Ferdinand II, Roi de Portugal ∞ Marie II, Reine de Portugal               | Ferdinand II, Roi de Portugal ∞ Marie II, Reine de Portugal               | Ferdinand II, Roi de Portugal ∞ Marie II, Reine de Portugal               | Ferdinand II, Roi de Portugal ∞ Marie II, Reine de Portugal | Ferdinand II, Roi de Portugal ∞ Marie II, Reine de Portugal |                                                         |                                                         |                                                         |                                                         |                                                         |                                                         |  |  |  |  |  |  |  |  |  |  |  |  |  |  |  |  |  |  |  |  |  |  |  |  |  |  |  |  |  |  |  |  |  |  |  |  |  |  |  |  |  |  |  |  |  |  |
|                                                                           |                                                                           |                                                                           |                                                                           |                                                                           |                                                                           | Marie II, Reine de Portugal ∞ Ferdinand II, Roi de Portugal | Marie II, Reine de Portugal ∞ Ferdinand II, Roi de Portugal | Marie II, Reine de Portugal ∞ Ferdinand II, Roi de Portugal | Marie II, Reine de Portugal ∞ Ferdinand II, Roi de Portugal | Marie II, Reine de Portugal ∞ Ferdinand II, Roi de Portugal | Marie II, Reine de Portugal ∞ Ferdinand II, Roi de Portugal |                                                         |                                                         |                                                                     |                                                                     |                                                                     |                                                                     |                                                                     |                                                                     |                                                            |                                                            |                                                            |                                                            | Pierre II, Empereur du Brésil ∞ Thérèse-Christine, Pcesse des Deux-Siciles | Pierre II, Empereur du Brésil ∞ Thérèse-Christine, Pcesse des Deux-Siciles | Pierre II, Empereur du Brésil ∞ Thérèse-Christine, Pcesse des Deux-Siciles | Pierre II, Empereur du Brésil ∞ Thérèse-Christine, Pcesse des Deux-Siciles | Pierre II, Empereur du Brésil ∞ Thérèse-Christine, Pcesse des Deux-Siciles | Pierre II, Empereur du Brésil ∞ Thérèse-Christine, Pcesse des Deux-Siciles |                                                           |                                                           |                                                           |                                                           |  |  | Auguste, Pce de Saxe-Cobourg ∞ Clémentine, Pcesse d'Orléans | Auguste, Pce de Saxe-Cobourg ∞ Clémentine, Pcesse d'Orléans | Auguste, Pce de Saxe-Cobourg ∞ Clémentine, Pcesse d'Orléans | Auguste, Pce de Saxe-Cobourg ∞ Clémentine, Pcesse d'Orléans | Auguste, Pce de Saxe-Cobourg ∞ Clémentine, Pcesse d'Orléans | Auguste, Pce de Saxe-Cobourg ∞ Clémentine, Pcesse d'Orléans |  |  |                                                           |                                                           | Victoire, Dsse en Saxe ∞ Louis, Duc de Nemours                           | Victoire, Dsse en Saxe ∞ Louis, Duc de Nemours                           | Victoire, Dsse en Saxe ∞ Louis, Duc de Nemours                           | Victoire, Dsse en Saxe ∞ Louis, Duc de Nemours                           | Victoire, Dsse en Saxe ∞ Louis, Duc de Nemours                           | Victoire, Dsse en Saxe ∞ Louis, Duc de Nemours                           |  |  |  |  |                                                                           |                                                                           | Ferdinand II, Roi de Portugal ∞ Marie II, Reine de Portugal               | Ferdinand II, Roi de Portugal ∞ Marie II, Reine de Portugal               | Ferdinand II, Roi de Portugal ∞ Marie II, Reine de Portugal               | Ferdinand II, Roi de Portugal ∞ Marie II, Reine de Portugal               | Ferdinand II, Roi de Portugal ∞ Marie II, Reine de Portugal | Ferdinand II, Roi de Portugal ∞ Marie II, Reine de Portugal |                                                         |                                                         |                                                         |                                                         |                                                         |                                                         |  |  |  |  |  |  |  |  |  |  |  |  |  |  |  |  |  |  |  |  |  |  |  |  |  |  |  |  |  |  |  |  |  |  |  |  |  |  |  |  |  |  |  |  |  |  |
|                                                                           |                                                                           |                                                                           |                                                                           |                                                                           |                                                                           |                                                             |                                                             |                                                             |                                                             |                                                             |                                                             |                                                         |                                                         |                                                                     |                                                                     |                                                                     |                                                                     |                                                                     |                                                                     |                                                            |                                                            |                                                            |                                                            |                                                                            |                                                                            |                                                                            |                                                                            |                                                                            |                                                                            |                                                           |                                                           |                                                           |                                                           |  |  |                                                             |                                                             |                                                             |                                                             |                                                             |                                                             |  |  |                                                           |                                                           |                                                                          |                                                                          |                                                                          |                                                                          |                                                                          |                                                                          |  |  |  |  |                                                                           |                                                                           |                                                                           |                                                                           |                                                                           |                                                                           |                                                             |                                                             |                                                         |                                                         |                                                         |                                                         |                                                         |                                                         |  |  |  |  |  |  |  |  |  |  |  |  |  |  |  |  |  |  |  |  |  |  |  |  |  |  |  |  |  |  |  |  |  |  |  |  |  |  |  |  |  |  |  |  |  |  |
| Pierre V, Roi de Portugal ∞ Stéphanie, Pcesse de Hohenzollern-Sigmaringen | Pierre V, Roi de Portugal ∞ Stéphanie, Pcesse de Hohenzollern-Sigmaringen | Pierre V, Roi de Portugal ∞ Stéphanie, Pcesse de Hohenzollern-Sigmaringen | Pierre V, Roi de Portugal ∞ Stéphanie, Pcesse de Hohenzollern-Sigmaringen | Pierre V, Roi de Portugal ∞ Stéphanie, Pcesse de Hohenzollern-Sigmaringen | Pierre V, Roi de Portugal ∞ Stéphanie, Pcesse de Hohenzollern-Sigmaringen |                                                             |                                                             |                                                             |                                                             | Louis Ier, Roi de Portugal ∞ Maria Pia, Pcesse d'Italie     | Louis Ier, Roi de Portugal ∞ Maria Pia, Pcesse d'Italie     | Louis Ier, Roi de Portugal ∞ Maria Pia, Pcesse d'Italie | Louis Ier, Roi de Portugal ∞ Maria Pia, Pcesse d'Italie | Louis Ier, Roi de Portugal ∞ Maria Pia, Pcesse d'Italie             | Louis Ier, Roi de Portugal ∞ Maria Pia, Pcesse d'Italie             |                                                                     |                                                                     |                                                                     |                                                                     | Isabelle, Pcesse impériale du Brésil ∞ Gaston, Cte d'Eu    | Isabelle, Pcesse impériale du Brésil ∞ Gaston, Cte d'Eu    | Isabelle, Pcesse impériale du Brésil ∞ Gaston, Cte d'Eu    | Isabelle, Pcesse impériale du Brésil ∞ Gaston, Cte d'Eu    | Isabelle, Pcesse impériale du Brésil ∞ Gaston, Cte d'Eu                    | Isabelle, Pcesse impériale du Brésil ∞ Gaston, Cte d'Eu                    |                                                                            |                                                                            | Léopoldine, Pcesse du Brésil                                               | Léopoldine, Pcesse du Brésil                                               | Léopoldine, Pcesse du Brésil                              | Léopoldine, Pcesse du Brésil                              | Léopoldine, Pcesse du Brésil                              | Léopoldine, Pcesse du Brésil                              |  |  | Auguste, Pce de Saxe-Cobourg                                | Auguste, Pce de Saxe-Cobourg                                | Auguste, Pce de Saxe-Cobourg                                | Auguste, Pce de Saxe-Cobourg                                | Auguste, Pce de Saxe-Cobourg                                | Auguste, Pce de Saxe-Cobourg                                |  |  |                                                           |                                                           | Gaston, Cte d'Eu ∞ Isabelle, Pcesse impériale du Brésil                  | Gaston, Cte d'Eu ∞ Isabelle, Pcesse impériale du Brésil                  | Gaston, Cte d'Eu ∞ Isabelle, Pcesse impériale du Brésil                  | Gaston, Cte d'Eu ∞ Isabelle, Pcesse impériale du Brésil                  | Gaston, Cte d'Eu ∞ Isabelle, Pcesse impériale du Brésil                  | Gaston, Cte d'Eu ∞ Isabelle, Pcesse impériale du Brésil                  |  |  |  |  | Pierre V, Roi de Portugal ∞ Stéphanie, Pcesse de Hohenzollern-Sigmaringen | Pierre V, Roi de Portugal ∞ Stéphanie, Pcesse de Hohenzollern-Sigmaringen | Pierre V, Roi de Portugal ∞ Stéphanie, Pcesse de Hohenzollern-Sigmaringen | Pierre V, Roi de Portugal ∞ Stéphanie, Pcesse de Hohenzollern-Sigmaringen | Pierre V, Roi de Portugal ∞ Stéphanie, Pcesse de Hohenzollern-Sigmaringen | Pierre V, Roi de Portugal ∞ Stéphanie, Pcesse de Hohenzollern-Sigmaringen |                                                             |                                                             | Louis Ier, Roi de Portugal ∞ Maria Pia, Pcesse d'Italie | Louis Ier, Roi de Portugal ∞ Maria Pia, Pcesse d'Italie | Louis Ier, Roi de Portugal ∞ Maria Pia, Pcesse d'Italie | Louis Ier, Roi de Portugal ∞ Maria Pia, Pcesse d'Italie | Louis Ier, Roi de Portugal ∞ Maria Pia, Pcesse d'Italie | Louis Ier, Roi de Portugal ∞ Maria Pia, Pcesse d'Italie |  |  |  |  |  |  |  |  |  |  |  |  |  |  |  |  |  |  |  |  |  |  |  |  |  |  |  |  |  |  |  |  |  |  |  |  |  |  |  |  |  |  |  |  |  |  |
| Pierre V, Roi de Portugal ∞ Stéphanie, Pcesse de Hohenzollern-Sigmaringen | Pierre V, Roi de Portugal ∞ Stéphanie, Pcesse de Hohenzollern-Sigmaringen | Pierre V, Roi de Portugal ∞ Stéphanie, Pcesse de Hohenzollern-Sigmaringen | Pierre V, Roi de Portugal ∞ Stéphanie, Pcesse de Hohenzollern-Sigmaringen | Pierre V, Roi de Portugal ∞ Stéphanie, Pcesse de Hohenzollern-Sigmaringen | Pierre V, Roi de Portugal ∞ Stéphanie, Pcesse de Hohenzollern-Sigmaringen |                                                             |                                                             |                                                             |                                                             | Louis Ier, Roi de Portugal ∞ Maria Pia, Pcesse d'Italie     | Louis Ier, Roi de Portugal ∞ Maria Pia, Pcesse d'Italie     | Louis Ier, Roi de Portugal ∞ Maria Pia, Pcesse d'Italie | Louis Ier, Roi de Portugal ∞ Maria Pia, Pcesse d'Italie | Louis Ier, Roi de Portugal ∞ Maria Pia, Pcesse d'Italie             | Louis Ier, Roi de Portugal ∞ Maria Pia, Pcesse d'Italie             |                                                                     |                                                                     |                                                                     |                                                                     | Isabelle, Pcesse impériale du Brésil ∞ Gaston, Cte d'Eu    | Isabelle, Pcesse impériale du Brésil ∞ Gaston, Cte d'Eu    | Isabelle, Pcesse impériale du Brésil ∞ Gaston, Cte d'Eu    | Isabelle, Pcesse impériale du Brésil ∞ Gaston, Cte d'Eu    | Isabelle, Pcesse impériale du Brésil ∞ Gaston, Cte d'Eu                    | Isabelle, Pcesse impériale du Brésil ∞ Gaston, Cte d'Eu                    |                                                                            |                                                                            | Léopoldine, Pcesse du Brésil                                               | Léopoldine, Pcesse du Brésil                                               | Léopoldine, Pcesse du Brésil                              | Léopoldine, Pcesse du Brésil                              | Léopoldine, Pcesse du Brésil                              | Léopoldine, Pcesse du Brésil                              |  |  | Auguste, Pce de Saxe-Cobourg                                | Auguste, Pce de Saxe-Cobourg                                | Auguste, Pce de Saxe-Cobourg                                | Auguste, Pce de Saxe-Cobourg                                | Auguste, Pce de Saxe-Cobourg                                | Auguste, Pce de Saxe-Cobourg                                |  |  |                                                           |                                                           | Gaston, Cte d'Eu ∞ Isabelle, Pcesse impériale du Brésil                  | Gaston, Cte d'Eu ∞ Isabelle, Pcesse impériale du Brésil                  | Gaston, Cte d'Eu ∞ Isabelle, Pcesse impériale du Brésil                  | Gaston, Cte d'Eu ∞ Isabelle, Pcesse impériale du Brésil                  | Gaston, Cte d'Eu ∞ Isabelle, Pcesse impériale du Brésil                  | Gaston, Cte d'Eu ∞ Isabelle, Pcesse impériale du Brésil                  |  |  |  |  | Pierre V, Roi de Portugal ∞ Stéphanie, Pcesse de Hohenzollern-Sigmaringen | Pierre V, Roi de Portugal ∞ Stéphanie, Pcesse de Hohenzollern-Sigmaringen | Pierre V, Roi de Portugal ∞ Stéphanie, Pcesse de Hohenzollern-Sigmaringen | Pierre V, Roi de Portugal ∞ Stéphanie, Pcesse de Hohenzollern-Sigmaringen | Pierre V, Roi de Portugal ∞ Stéphanie, Pcesse de Hohenzollern-Sigmaringen | Pierre V, Roi de Portugal ∞ Stéphanie, Pcesse de Hohenzollern-Sigmaringen |                                                             |                                                             | Louis Ier, Roi de Portugal ∞ Maria Pia, Pcesse d'Italie | Louis Ier, Roi de Portugal ∞ Maria Pia, Pcesse d'Italie | Louis Ier, Roi de Portugal ∞ Maria Pia, Pcesse d'Italie | Louis Ier, Roi de Portugal ∞ Maria Pia, Pcesse d'Italie | Louis Ier, Roi de Portugal ∞ Maria Pia, Pcesse d'Italie | Louis Ier, Roi de Portugal ∞ Maria Pia, Pcesse d'Italie |  |  |  |  |  |  |  |  |  |  |  |  |  |  |  |  |  |  |  |  |  |  |  |  |  |  |  |  |  |  |  |  |  |  |  |  |  |  |  |  |  |  |  |  |  |  |
|                                                                           |                                                                           |                                                                           |                                                                           |                                                                           |                                                                           |                                                             |                                                             |                                                             |                                                             |                                                             |                                                             |                                                         |                                                         |                                                                     |                                                                     |                                                                     |                                                                     |                                                                     |                                                                     |                                                            |                                                            |                                                            |                                                            |                                                                            |                                                                            |                                                                            |                                                                            |                                                                            |                                                                            |                                                           |                                                           |                                                           |                                                           |  |  |                                                             |                                                             |                                                             |                                                             |                                                             |                                                             |  |  |                                                           |                                                           |                                                                          |                                                                          |                                                                          |                                                                          |                                                                          |                                                                          |  |  |  |  |                                                                           |                                                                           |                                                                           |                                                                           |                                                                           |                                                                           |                                                             |                                                             |                                                         |                                                         |                                                         |                                                         |                                                         |                                                         |  |  |  |  |  |  |  |  |  |  |  |  |  |  |  |  |  |  |  |  |  |  |  |  |  |  |  |  |  |  |  |  |  |  |  |  |  |  |  |  |  |  |  |  |  |  |
|                                                                           |                                                                           |                                                                           |                                                                           |                                                                           |                                                                           |                                                             |                                                             |                                                             |                                                             |                                                             |                                                             |                                                         |                                                         |                                                                     |                                                                     |                                                                     |                                                                     |                                                                     |                                                                     |                                                            |                                                            |                                                            |                                                            |                                                                            |                                                                            |                                                                            |                                                                            |                                                                            |                                                                            |                                                           |                                                           |                                                           |                                                           |  |  |                                                             |                                                             |                                                             |                                                             |                                                             |                                                             |  |  |                                                           |                                                           |                                                                          |                                                                          |                                                                          |                                                                          |                                                                          |                                                                          |  |  |  |  |                                                                           |                                                                           |                                                                           |                                                                           |                                                                           |                                                                           |                                                             |                                                             |                                                         |                                                         |                                                         |                                                         |                                                         |                                                         |  |  |  |  |  |  |  |  |  |  |  |  |  |  |  |  |  |  |  |  |  |  |  |  |  |  |  |  |  |  |  |  |  |  |  |  |  |  |  |  |  |  |  |  |  |  |
|                                                                           |                                                                           |                                                                           |                                                                           |                                                                           |                                                                           |                                                             |                                                             |                                                             |                                                             | Charles Ier, Roi de Portugal ∞ Amélie, Pcesse d'Orléans     | Charles Ier, Roi de Portugal ∞ Amélie, Pcesse d'Orléans     | Charles Ier, Roi de Portugal ∞ Amélie, Pcesse d'Orléans | Charles Ier, Roi de Portugal ∞ Amélie, Pcesse d'Orléans | Charles Ier, Roi de Portugal ∞ Amélie, Pcesse d'Orléans             | Charles Ier, Roi de Portugal ∞ Amélie, Pcesse d'Orléans             |                                                                     |                                                                     |                                                                     |                                                                     | Pierre, Pce du Grão-Pará ∞ Élisabeth, Ctesse de Dobrzenicz | Pierre, Pce du Grão-Pará ∞ Élisabeth, Ctesse de Dobrzenicz | Pierre, Pce du Grão-Pará ∞ Élisabeth, Ctesse de Dobrzenicz | Pierre, Pce du Grão-Pará ∞ Élisabeth, Ctesse de Dobrzenicz | Pierre, Pce du Grão-Pará ∞ Élisabeth, Ctesse de Dobrzenicz                 | Pierre, Pce du Grão-Pará ∞ Élisabeth, Ctesse de Dobrzenicz                 |                                                                            |                                                                            | Louis, Pce du Brésil ∞ Marie-Pie, Pcesse des Deux-Siciles                  | Louis, Pce du Brésil ∞ Marie-Pie, Pcesse des Deux-Siciles                  | Louis, Pce du Brésil ∞ Marie-Pie, Pcesse des Deux-Siciles | Louis, Pce du Brésil ∞ Marie-Pie, Pcesse des Deux-Siciles | Louis, Pce du Brésil ∞ Marie-Pie, Pcesse des Deux-Siciles | Louis, Pce du Brésil ∞ Marie-Pie, Pcesse des Deux-Siciles |  |  | Pierre, Pce de Saxe-Cobourg                                 | Pierre, Pce de Saxe-Cobourg                                 | Pierre, Pce de Saxe-Cobourg                                 | Pierre, Pce de Saxe-Cobourg                                 | Pierre, Pce de Saxe-Cobourg                                 | Pierre, Pce de Saxe-Cobourg                                 |  |  | Auguste, Pce de Saxe-Cobourg ∞ Caroline, Adsse d'Autriche | Auguste, Pce de Saxe-Cobourg ∞ Caroline, Adsse d'Autriche | Auguste, Pce de Saxe-Cobourg ∞ Caroline, Adsse d'Autriche                | Auguste, Pce de Saxe-Cobourg ∞ Caroline, Adsse d'Autriche                | Auguste, Pce de Saxe-Cobourg ∞ Caroline, Adsse d'Autriche                | Auguste, Pce de Saxe-Cobourg ∞ Caroline, Adsse d'Autriche                |                                                                          |                                                                          |  |  |  |  |                                                                           |                                                                           |                                                                           |                                                                           |                                                                           |                                                                           |                                                             |                                                             | Charles Ier, Roi de Portugal ∞ Amélie, Pcesse d'Orléans | Charles Ier, Roi de Portugal ∞ Amélie, Pcesse d'Orléans | Charles Ier, Roi de Portugal ∞ Amélie, Pcesse d'Orléans | Charles Ier, Roi de Portugal ∞ Amélie, Pcesse d'Orléans | Charles Ier, Roi de Portugal ∞ Amélie, Pcesse d'Orléans | Charles Ier, Roi de Portugal ∞ Amélie, Pcesse d'Orléans |  |  |  |  |  |  |  |  |  |  |  |  |  |  |  |  |  |  |  |  |  |  |  |  |  |  |  |  |  |  |  |  |  |  |  |  |  |  |  |  |  |  |  |  |  |  |

### Ascendance
|  |                                              |  |  |  |  |  |  |  |  |  |  |  |  |
|  | 8. François de Saxe-Cobourg-Saalfeld         |  |  |  |  |  |  |  |  |  |  |  |  |
|  |                                              |  |  |  |  |  |  |  |  |  |  |  |  |
|  |                                              |  |  |  |  |  |  |  |  |  |  |  |  |
|  | 4. Ferdinand de Saxe-Cobourg-Saalfeld        |  |  |  |  |  |  |  |  |  |  |  |  |
|  |                                              |  |  |  |  |  |  |  |  |  |  |  |  |
|  |                                              |  |  |  |  |  |  |  |  |  |  |  |  |
|  | 9. Augusta Reuss d'Ebersdorf                 |  |  |  |  |  |  |  |  |  |  |  |  |
|  |                                              |  |  |  |  |  |  |  |  |  |  |  |  |
|  |                                              |  |  |  |  |  |  |  |  |  |  |  |  |
|  | 2. Auguste de Saxe-Cobourg-Gotha             |  |  |  |  |  |  |  |  |  |  |  |  |
|  |                                              |  |  |  |  |  |  |  |  |  |  |  |  |
|  |                                              |  |  |  |  |  |  |  |  |  |  |  |  |
|  | 10. François Joseph Koháry                   |  |  |  |  |  |  |  |  |  |  |  |  |
|  |                                              |  |  |  |  |  |  |  |  |  |  |  |  |
|  |                                              |  |  |  |  |  |  |  |  |  |  |  |  |
|  | 5. Antoinette de Koháry                      |  |  |  |  |  |  |  |  |  |  |  |  |
|  |                                              |  |  |  |  |  |  |  |  |  |  |  |  |
|  |                                              |  |  |  |  |  |  |  |  |  |  |  |  |
|  | 11. Marie-Antoinette de Waldstein-Wartenberg |  |  |  |  |  |  |  |  |  |  |  |  |
|  |                                              |  |  |  |  |  |  |  |  |  |  |  |  |
|  |                                              |  |  |  |  |  |  |  |  |  |  |  |  |
|  | 1. Auguste de Saxe-Cobourg-Kohary            |  |  |  |  |  |  |  |  |  |  |  |  |
|  |                                              |  |  |  |  |  |  |  |  |  |  |  |  |
|  |                                              |  |  |  |  |  |  |  |  |  |  |  |  |
|  | 12. Louis-Philippe d'Orléans                 |  |  |  |  |  |  |  |  |  |  |  |  |
|  |                                              |  |  |  |  |  |  |  |  |  |  |  |  |
|  |                                              |  |  |  |  |  |  |  |  |  |  |  |  |
|  | 6. Louis-Philippe Ier                        |  |  |  |  |  |  |  |  |  |  |  |  |
|  |                                              |  |  |  |  |  |  |  |  |  |  |  |  |
|  |                                              |  |  |  |  |  |  |  |  |  |  |  |  |
|  | 13. Marie-Adélaïde de Bourbon                |  |  |  |  |  |  |  |  |  |  |  |  |
|  |                                              |  |  |  |  |  |  |  |  |  |  |  |  |
|  |                                              |  |  |  |  |  |  |  |  |  |  |  |  |
|  | 3. Clémentine d'Orléans                      |  |  |  |  |  |  |  |  |  |  |  |  |
|  |                                              |  |  |  |  |  |  |  |  |  |  |  |  |
|  |                                              |  |  |  |  |  |  |  |  |  |  |  |  |
|  | 14. Ferdinand Ier des Deux-Siciles           |  |  |  |  |  |  |  |  |  |  |  |  |
|  |                                              |  |  |  |  |  |  |  |  |  |  |  |  |
|  |                                              |  |  |  |  |  |  |  |  |  |  |  |  |
|  | 7. Marie-Amélie de Bourbon-Siciles           |  |  |  |  |  |  |  |  |  |  |  |  |
|  |                                              |  |  |  |  |  |  |  |  |  |  |  |  |
|  |                                              |  |  |  |  |  |  |  |  |  |  |  |  |
|  | 15. Marie-Caroline d'Autriche                |  |  |  |  |  |  |  |  |  |  |  |  |
|  |                                              |  |  |  |  |  |  |  |  |  |  |  |  |
|  |                                              |  |  |  |  |  |  |  |  |  |  |  |  |

## Honneurs
Auguste de Saxe-Cobourg est, :
- Chevalier de l'ordre de Saint-Hubert (Bavière) ;
- Grand-croix de l'ordre de la Croix du Sud (empire du Brésil) ;
- Grand-croix de l'ordre impérial de Pierre Ier (empire du Brésil) ;
- Grand-croix de l'ordre impérial de la Rose (empire du Brésil) ;
- Grand-croix de l'ordre de la Tour et de l'Épée (Portugal) ;
- Grand-croix de l'ordre du Christ (Portugal) ;
- Grand-croix de l'ordre de Saint-Benoit d'Aviz de Portugal ;
- Chevalier de l'ordre de l'Aigle noir (Prusse) ;
- Chevalier de l'ordre de Saint-André (Empire russe, 1865) ;
- Grand-croix de l'ordre de la Maison ernestine de Saxe (duché de Saxe-Cobourg et Gotha, 1863).